# Bedřich Procházka
Bedřich Procházka (4. července 1855 Rakovník – 3. ledna 1934 Praha) byl český matematik a rektor ČVUT.

## Život
Narodil se v rodině rakovnického učitele Františka Procházky a jeho manželky Barbory, rozené Neumanové. Středoškolské vzdělání získal Bedřich Procházka na reálce v Rakovníku. Od roku 1872 studoval tři roky odbor vodního a silničního stavitelství na české technice a poté na německé technice v Praze (1875–1876). V roce 1876 se stal asistentem při stolici deskriptivní geometrie na německé technice, o rok později se vrátil na techniku českou. Česká technika se mu stala působištěm na 7 let, z nichž poslední 4 roky a dva roky poté, co z techniky odešel, zastupoval profesora Františka Tilšera. Během tohoto období, kdy byl asistentem, vykonal zkoušku učitelské způsobilosti z matematiky a deskriptivní geometrie (1879). V dalších letech svůj pedagogický talent uplatňoval zejména na středních školách. Vzhledem k nedostatku trvalých učitelských míst jich vystřídal v Praze několik. V roce 1884 se habilitoval na české technice v Praze z „nauky o geometrálném osvětlení“. Svou habilitaci v roce 1895 rozšířil na geometrii kinematickou.
Ani titul soukromého docenta mu nezajistil místo na žádné z vysokých škol, a tak roku 1887 odešel Bedřich Procházka do Chrudimi, kde se stal suplentem na střední škole. V roce 1890 si rozšířil aprobaci ještě na fyziku. Skutečný učitelem se stal v roce 1891, kdy byl přidělen na reálku do Pardubic a v roce 1893 byl jmenován profesorem na české reálce v Praze-Karlíně. Od téhož roku byl také pověřen suplováním přednášek za profesora Tilšera, na jehož místo byl až po třech letech jmenován K. Pelz. V roce 1897 byl Bedřich Procházka odvolán z Prahy a byl jmenován ředitelem nově založené reálky v Náchodě, kde působil do roku 1904.
V roce 1904 se odchodem profesora deskriptivní geometrie J. Sobotky do Prahy uvolnila na české technice v Brně profesura, na kterou byl Bedřich Procházka záhy jmenován. Ve školním roce 1907–1908 byl na tomto ústavu zvolen děkanem pro odbor strojního inženýrství. Po čtyřech letech (1908) odešel na českou techniku do Prahy, kde byl hned pro následující školní rok (1909–1910) zvolen rektorem. V letech 1913–1914 vykonával funkci děkana za odbor strojního inženýrství a 1916–1917 vedl obecné oddělení. Do penze odešel Bedřich Procházka v roce 1925.
Zemřel 3. ledna 1934 v Praze a byl pohřben v rodinné hrobce na Olšanských hřbitovech.

## Rodinný život
Byl ženat se Zdeňkou, rozenou Štolbovou (1870–??).

## Členství vodborných spolcích
Bedřich Procházka byl členem Královské české společnosti nauk, dopisujícím členem České akademie císaře Františka Josefa pro vědy, slovesnost a umění a čestným členem Jednoty českých matematiků a fyziků.

## Dílo
Procházkovy odborné práce se týkají zejména kinematické geometrie, stereografického promítání, perspektivního promítání a fotogrammetrie. Je autorem šestisvazkového díla Vybrané stati z deskriptivní geometrie a společně s Vincencem Jarolímkem učebnice Deskriptivní geometrie pro vysoké školy technické.

## Ocenění
V roce 1925 mu byl udělen čestný titul doktora technických věd (Dr.h.c.) Českého vysokého učení technického v Praze.